# Северный Кюссе
Се́верный Кюссе́ (фр. Cusset-Nord) — кантон во Франции, находится в регионе Овернь, департамент Алье. Входит в состав округа Виши.
Код INSEE кантона — 0306. Всего в кантон Северный Кюссе входит 4 коммуны, из них главной коммуной является Кюссе.
Кантон был основан в 1985 году.

## Коммуны кантона
| Коммуна       | Население, чел. (1999) | Почтовый индекс | Код INSEE |
| ------------- | ---------------------- | --------------- | --------- |
| Бост          | 147                    | 03300           | 03033     |
| Крёзье-ле-Вьё | 2 960                  | 03300           | 03094     |
| Крёзье-ле-Нёф | 959                    | 03300           | 03093     |
| Кюссе         | 9 130                  | 03300           | 03095     |

## Население
Население кантона на 2006 год составляло 13 282 человека.
| 1962 | 1968 | 1975 | 1982 | 1990   | 1999   | 2006   | 2007 | 2008 |
| ---- | ---- | ---- | ---- | ------ | ------ | ------ | ---- | ---- |
| —    | —    | —    | —    | 13 322 | 13 196 | 13 282 | —    | —    |